# Bà Nà (xã)
Bà Nà là một xã thuộc thành phố Đà Nẵng, Việt Nam.
Xã Bà Nà có diện tích 32,59 km², dân số năm 2018 là 15.276 người,mật độ dân số đạt 469 người/km².